# 3297 Hong Kong
A 3297 Hong Kong (ideiglenes jelöléssel 1978 WN14) a Naprendszer kisbolygóövében található aszteroida. A Bíbor-hegyi Obszervatórium fedezte fel 1978. november 26-án.